# Municipio de Momence (Nebraska)
El municipio de Momence (en inglés: Momence Township) es un municipio ubicado en el condado de Fillmore en el estado estadounidense de Nebraska. En el año 2010 tenía una población de 68 habitantes y una densidad poblacional de 0,72 personas por km².

## Geografía
El municipio de Momence se encuentra ubicado en las coordenadas 40°28′52″N 97°46′2″O / 40.48111, -97.76722. Según la Oficina del Censo de los Estados Unidos, el municipio tiene una superficie total de 93.83 km², de la cual 93,83 km² corresponden a tierra firme y (0 %) 0 km² es agua.

## Demografía
Según el censo de 2010, había 68 personas residiendo en el municipio de Momence. La densidad de población era de 0,72 hab./km². De los 68 habitantes, el municipio de Momence estaba compuesto por el 86,76 % blancos, el 11,76 % eran de otras razas y el 1,47 % eran de una mezcla de razas. Del total de la población el 14,71 % eran hispanos o latinos de cualquier raza.